# Dryga
Dryga – wieś w Polsce położona w województwie podlaskim, w powiecie sokólskim, w gminie Suchowola.
Wieś leśnictwa nowodworskiego w ekonomii grodzieńskiej w drugiej połowie XVII wieku. W latach 1975–1998 miejscowość administracyjnie należała do województwa białostockiego.
Wierni kościoła rzymskokatolickiego należą do parafii Matki Bożej Pocieszenia w Chodorówce lub do parafii św. Apostołów Piotra i Pawła w Suchowoli.